# باغ بید (تفت)
باغ بید (تفت)، روستایی از توابع بخش نیر شهرستان تفت در استان یزد ایران است.

## جمعیت
این روستا در دهستان سخوید قرار دارد و براساس سرشماری سال 1395، جمعیت آن 67 نفر بوده‌است.